# Emiel Vanijlen
Emiel Vanijlen (Sint-Truiden, 11 juni 1931 - 6 mei 2006) was een Belgisch volksvertegenwoordiger.

## Levensloop
Vanijlen, getrouwd met Léontine Mathijs, met wie hij twee dochters had, werd in november 1971 voor de BSP lid van de Kamer van volksvertegenwoordigers voor het arrondissement Hasselt en vervulde dit mandaat tot in april 1977. In de periode december 1971-april 1977 had hij als gevolg van het toen bestaande dubbelmandaat ook zitting in de Cultuurraad voor de Nederlandse Cultuurgemeenschap, die op 7 december 1971 werd geïnstalleerd en de verre voorloper is van het Vlaams Parlement.
Hij was verder ook gewestelijk secretaris van de mutualiteit De Voorzorg en kabinetsmedewerker van Willy Claes. Van 1959 tot 1965 was hij daarnaast OCMW-raadslid, van 1965 tot 1976 gemeenteraadslid en van 1971 tot 1976 schepen van Sint-Truiden en van 1961 tot 1968 was hij bovendien provincieraadslid van Limburg.